# 비와호큰메기
비와호큰메기(일본어: 琵琶湖大鯰 비와코오오나마즈[*])는 메기과 메기속의 담수어의 일종이다. 일본의 비와호 및 요도강 수계에만 서식하는 고유종이다. 일본에 서식하는 메기과 어류 4종 가운데 가장 크며, 일본 재래종 담수어 가운데서도 최대급 체급을 가지고 있다.